# قلیعات
قلیعات (به عربی: قليعات) یک منطقهٔ مسکونی در لبنان است که در شهرستان کسروان واقع شده‌است.
 قلیعات ۶٫۴۶ کیلومتر مربع مساحت دارد  ۱٬۰۵۰ متر بالاتر از سطح دریا واقع شده‌است.